# Haedo-dong
Haedo-dong (koreanska: 해도동) är en stadsdel i staden Pohang i provinsen Norra Gyeongsang i den östra delen av Sydkorea, 280 km sydost om huvudstaden Seoul. Den ligger i det södra stadsdistriktet, Nam-gu. 